# Грузино-канадские отношения
Грузино-канадские отношения — двусторонние дипломатические отношения между Грузией и Канадой. Отношения были установлены 23 июля 1992 года.
По данным переписи населения Канады 2011 года, грузинская община в Канаде составляет в общей сложности 3155 человек , что больше по сравнению с переписью 2006 года. Большинство канадцев грузинского происхождения проживает в крупных мегаполисах по всей стране.

## История отношений
Канада признала Грузию вскоре после ее выхода из Советского Союза в 1991 году. 23 июля 1992 года Канада и Грузия официально установили дипломатические отношения. С момента установления дипломатических отношений отношения между двумя народами постепенно расширялись.
В 2008 году во время российско-грузинской войны Канада решительно поддерживала территориальную целостность и суверенитет Грузии и ее демократически избранное правительство. Более того, Канада не признала независимость Абхазии и Южной Осетии и продолжает рассматривать их как неотъемлемые части Грузии.
В 2011 году Грузия открыла постоянное посольство в Оттаве . В том же году Канада открыла почетное консульство в Тбилиси. Правительство Канады взяло на себя обязательства по оказанию гуманитарной помощи и совместному проекту финансирования с Соединенными Штатами, создав и расширив Координационный центр по взрывоопасным пережиткам войны в Грузии. Грузия получила одобрение Канады на возможное членство в НАТО.
В октябре 2011 года обе страны подписали меморандум о взаимопонимании для дальнейшего развития экономических отношений.

## Торговля и инвестиции
В 2019 году товарооборот между Канадой и Грузией составил 39 миллионов канадских долларов. Основными направлениями экспорта Канады в Грузию являются: транспортные средства и оборудование; техника; продукты животного происхождения; и продукты на химической основе. Основными направлениями экспорта Грузии в Канаду являются: продукты питания; текстиль; металлы; и транспортные средства.
В 2020 году объем двусторонней торговли товарами составил 51 миллион долларов. Экспорт товаров из Канады составил 29,7 млн долларов, а импорт из Грузии — 21,7 млн долларов. Объем канадских портфельных инвестиций в Грузии составил 87 миллионов долларов.
Экспортные и инвестиционные возможности для канадских компаний на этом рынке существуют в гидроэнергетике, энергетике, информационных и коммуникационных технологиях (ИКТ), сельском хозяйстве и агробизнесе, горнодобывающей промышленности и развитии недвижимости. Канада по развитию экспорта имеет меморандум о взаимопонимании с Министерством экономики и устойчивого развития Грузии для дальнейшего развития экономических отношений между Канадой и Грузией.

## Дипломатические миссии
- У Канады есть аккредитованное посольство в Анкаре[2], Турция, и имеет почетное консульство в Тбилиси[1][3]
- У Грузии есть посольство в Оттаве[1][4]